# Тріакастела
Тріакасте́ла (ісп. Triacastela, МФА: [tɾja.kas.ˈte.la]) — муніципалітет і містечко в Іспанії, в автономній спільноті Галісія, провінція Луго, комарка Саррія. Розташоване у північно-західній частині країни. Лежить на Французькій дорозі Шляху святого Якова. Входить до складу Лугоської діоцезії Католицької церкви. Площа муніципалітету — 51,18 км², населення муніципалітету — 781 ос. (2009); густота населення — 
. Висота над рівнем моря — 665 м. Поштовий індекс — 27062.

## Назва
- Тріакасте́ла, або Тр'якасте́ла (гал. і ісп. Triacastela, МФА: [tɾja.kas.ˈte.la]) — сучасна іспанська і галісійська назва.

## Географія
Муніципалітет розташований на відстані близько 390 км на північний захід від Мадрида, 39 км на південний схід від Луго.

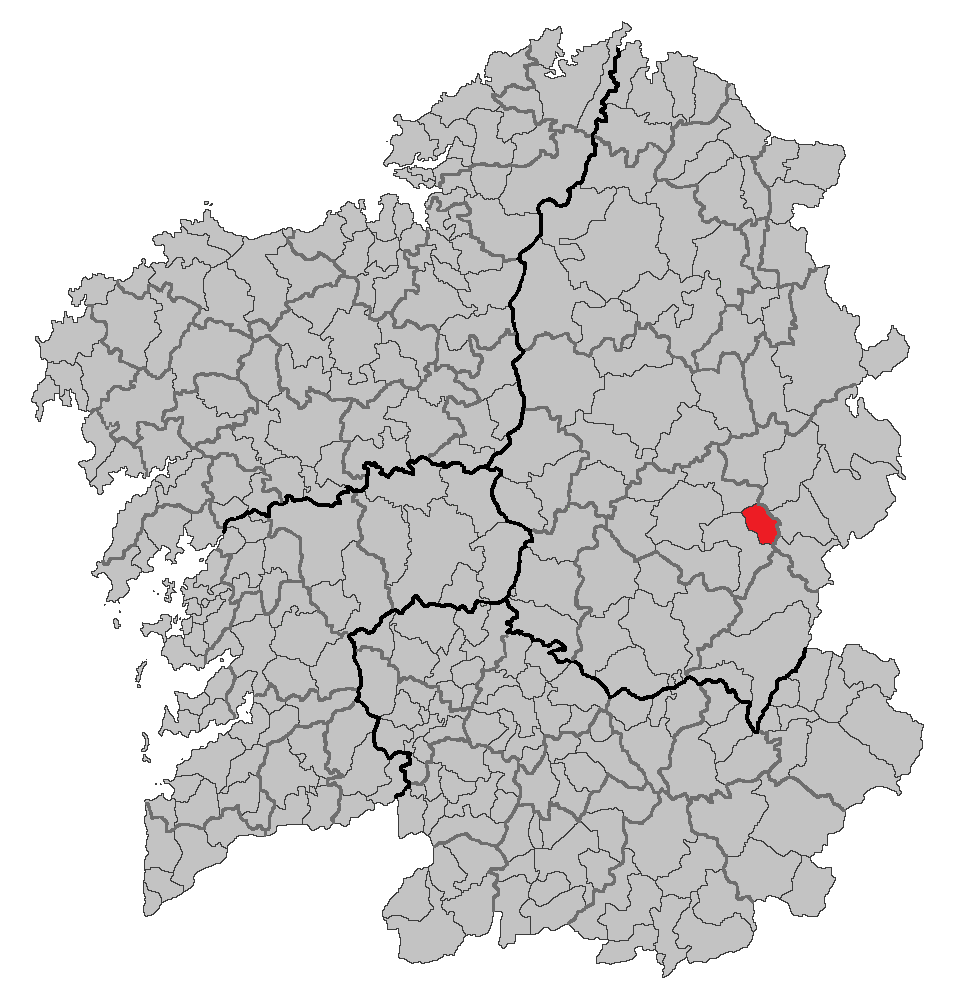
Муніципалітет у Галісії
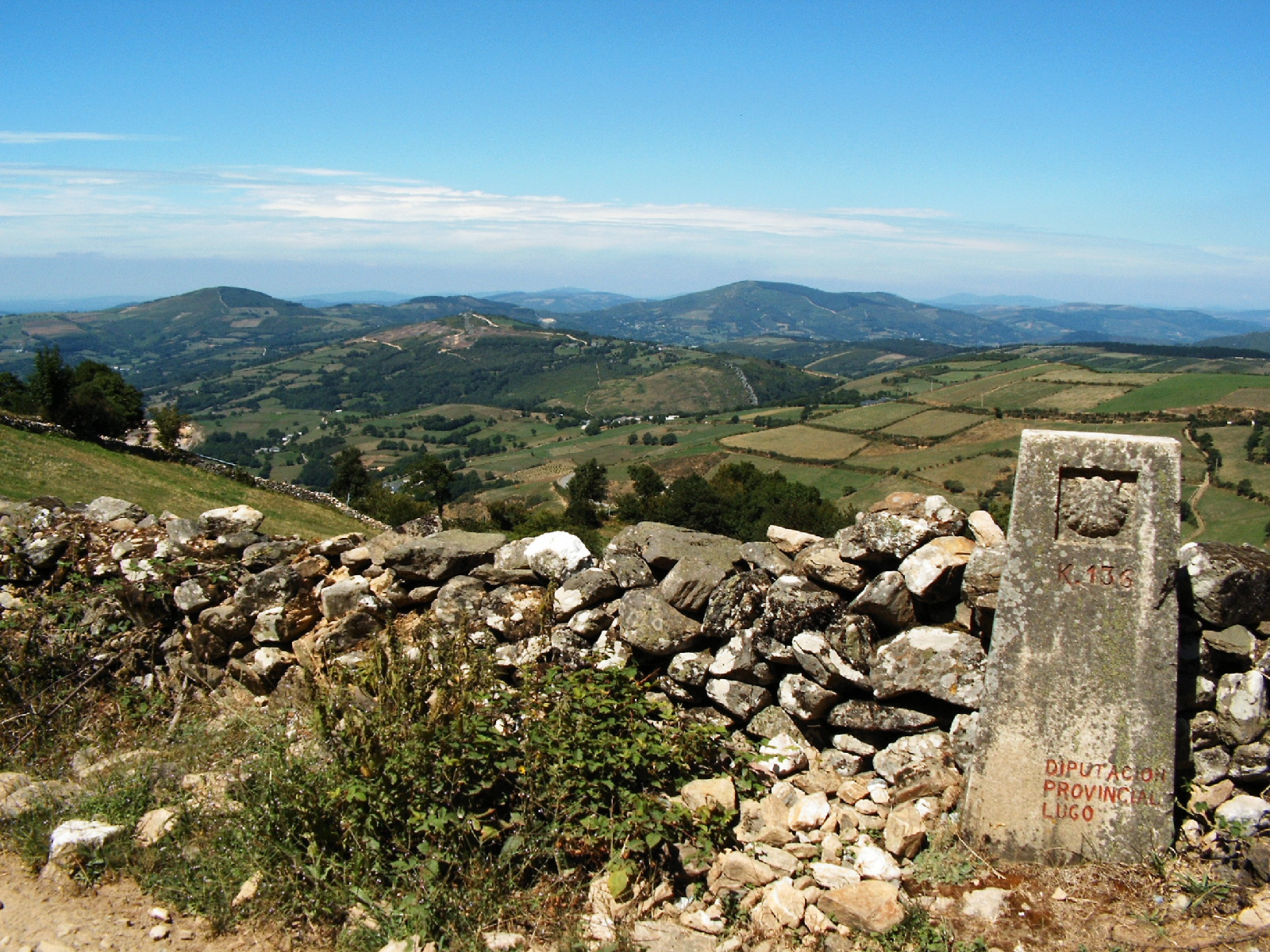
Шлях св. Якова
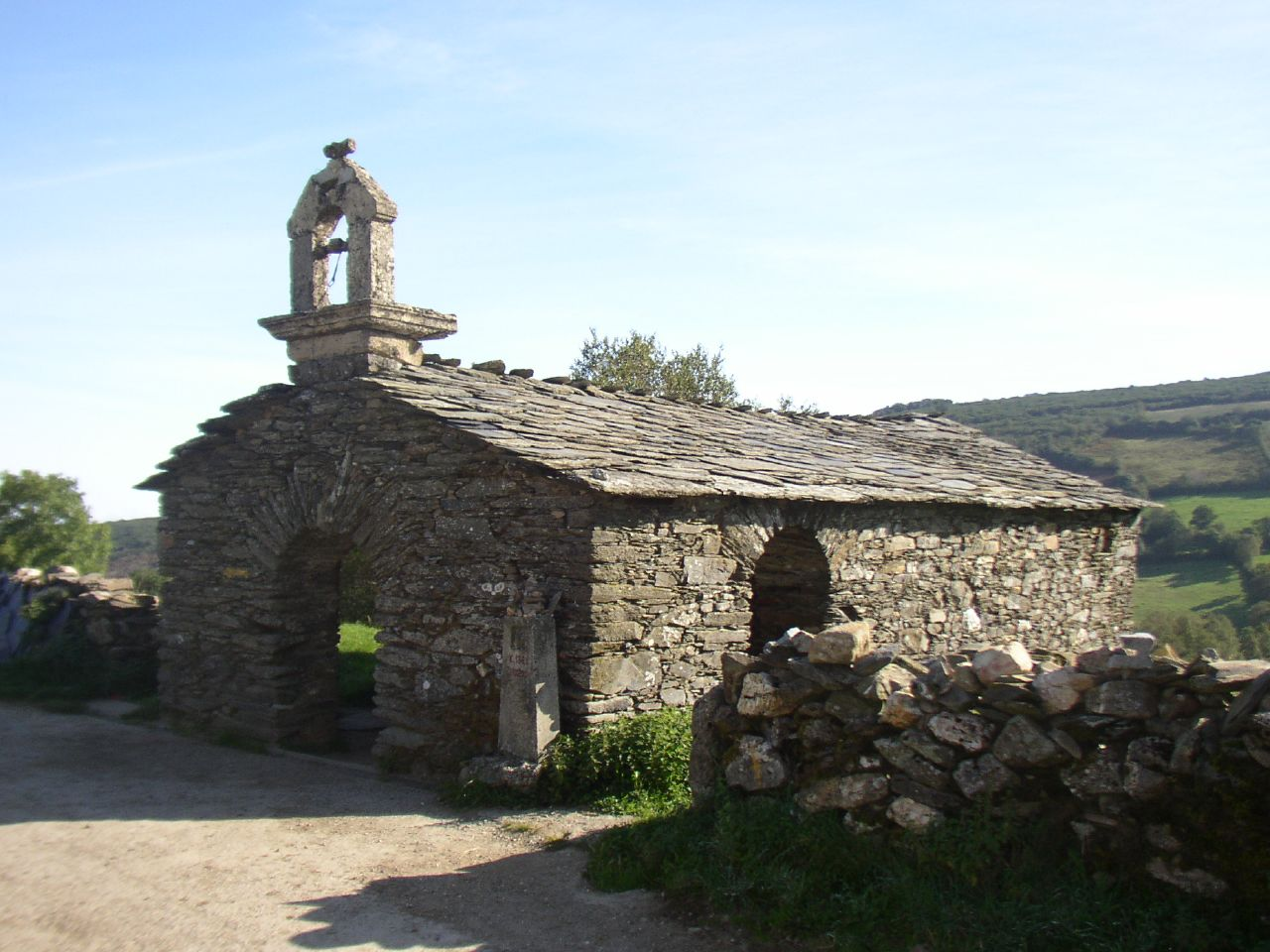
Церква
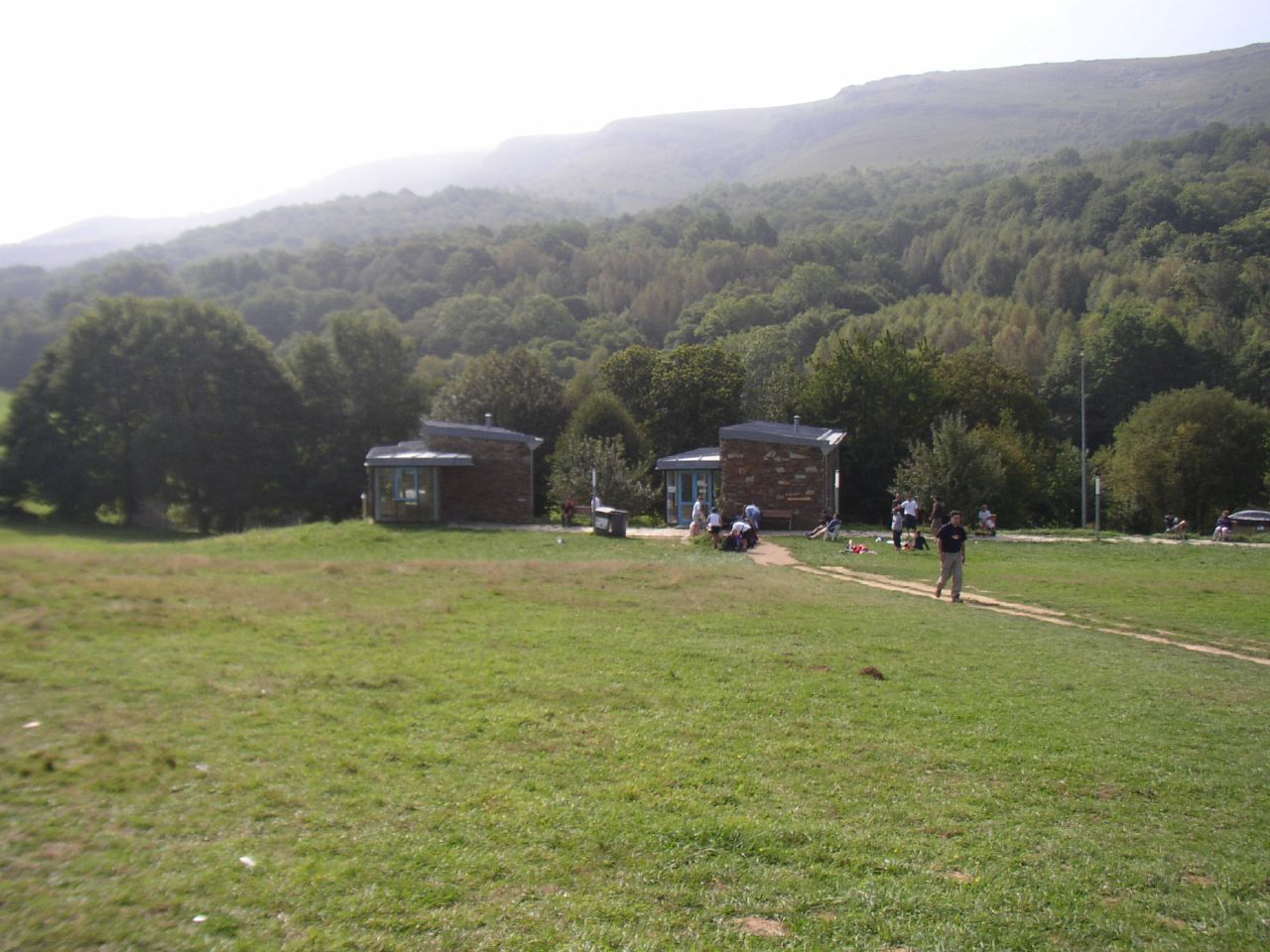
Краєвид

## Демографія
Динаміка населення (INE ):

## Парафії
Муніципалітет складається з таких парафій:
1. Бальса
2. Вілавелья
3. Кансело
4. Ламас-до-Бідуедо
5. Монте
6. Санталья-де-Альфос
7. Тольдаос
8. Тріакастела

## Релігія
Тріакастела входить до складу Лугоської діоцезії Католицької церкви.